# نوبوتاكا إيك
نوبوتاكا إيك (بالإنجليزية: Nobutaka Ike)‏ هو عالم سياسة أمريكي، ولد في 6 يونيو 1916، وتوفي في 15 ديسمبر 2005.